# Kocapınar, Erciş
Kocapınar là một thị trấn thuộc thành phố Erciş, tỉnh Van, Thổ Nhĩ Kỳ. Dân số thời điểm năm 2011 là 4.563 người.